# Heliotrygon gomesi
Heliotrygon gomesi är en rockeart som beskrevs av Carvalho och Lovejoy 20. Heliotrygon gomesi ingår i släktet Heliotrygon och familjen Potamotrygonidae. Inga underarter finns listade i Catalogue of Life.